# Секваны

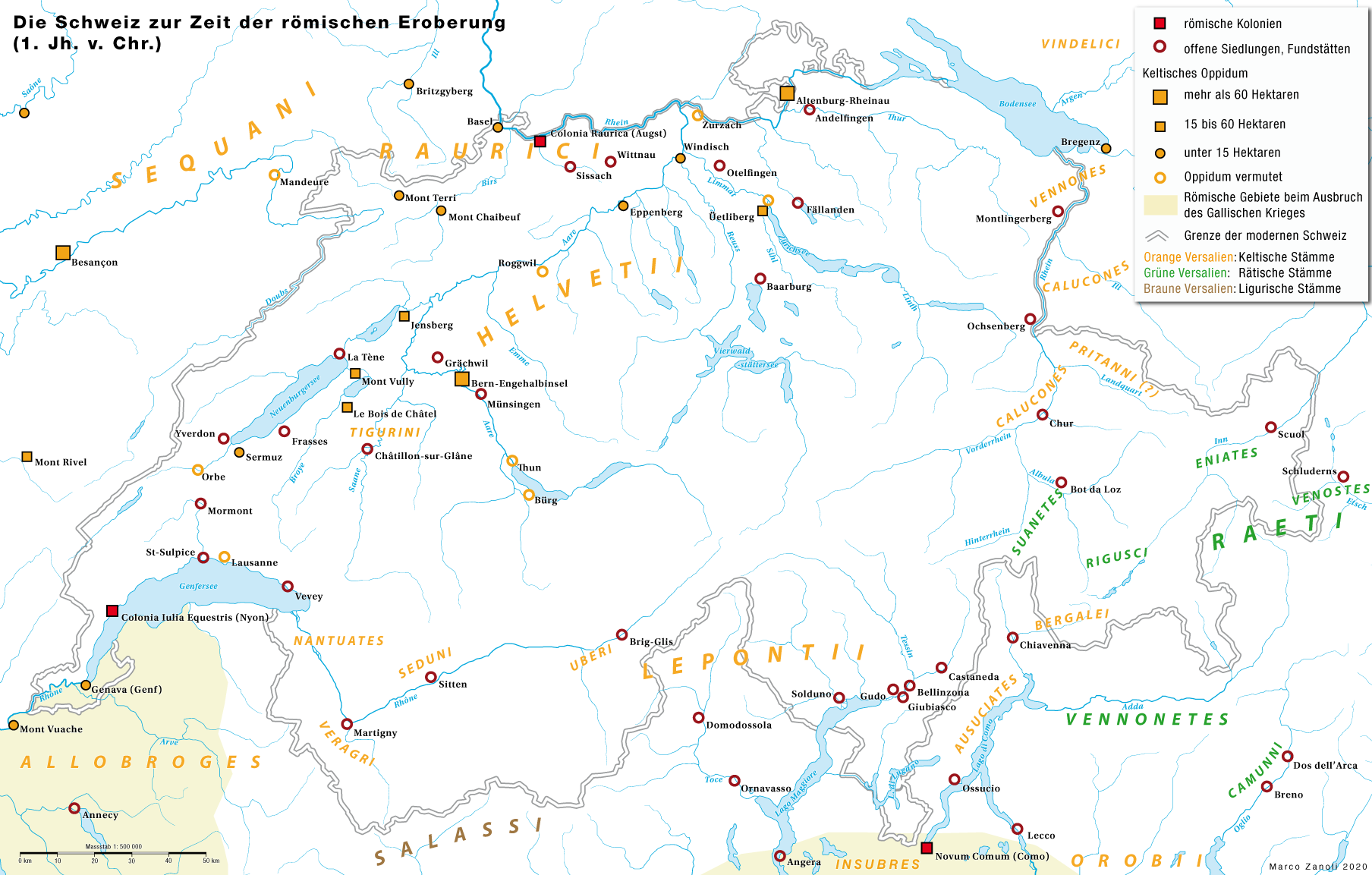
Территория современной Швейцарии во времена римского завоевания в I веке до н. э.

Секваны (лат. Sequani) — кельтское (галльское) племя, жившее между Сеной, Роной и Юрой. Центром был Везантион (ныне Безансон). Секваны считались друзьями Рима и были противниками эдуев, которых в 60 году до нашей эры они победили с помощью германцев Ариовиста.
Юлий Цезарь завоевал секванов. В 52 году до нашей эры секваны примкнули к восстанию Верцингеторига. Во времена Римской империи секваны были постепенно романизированы.